# گرند ترک (ناوچه)

{{Infobox ship characteristics
گرند ترک (ناوچه) (به انگلیسی: Grand Turk (frigate)) یک کشتی است که طول آن ۱۵۲ فوت (۴۶ متر) Length overall می‌باشد. این کشتی در سال۱۹۹۶ (میلادی)|۱۹۹۶]] ساخته شد.